# Juan Hernández García
Juan Hernández García  (Lorca, Murcia, 6 de diciembre de 1994) es un futbolista español que juega en la posición de delantero en el C. F. Lorca Deportiva de la Segunda Federación.

## Trayectoria
Se formó en la estructura del Granada C. F. con el que llegaría a formar parte del juvenil A. En la temporada 2013-14 firmó con la La Hoya Lorca C. F., club de su tierra, con el que realizaría una gran temporada a las órdenes de José Miguel Campos, quedando en segunda posición del grupo IV de Segunda B y jugando el play-off de ascenso a la Segunda División.
En verano de 2015 el jugador firmó con el filial del Getafe C. F. para jugar en Segunda B en el grupo II, con el que disputó 31 partidos y anotó siete goles, aunque no pudo evitar el descenso a Tercera División con el conjunto madrileño. En verano de 2016 firmó con el Real Club Celta de Vigo "B".
En la temporada 2017-18 marcó 15 goles con el filial celtiña, con el que llegó a jugar las semifinales del play-off de ascenso a Segunda División cayendo en semifinales frente al F. C. Cartagena y mostrando el interés por el jugador de equipos de superior categoría.
El 13 de junio de 2018 el Real Club Celta de Vigo anunció que el jugador formaría parte de la primera plantilla del equipo vigués en la Primera División para la temporada 2018-19. Al comienzo de la misma lo cedió al Cádiz C. F., donde jugaría las dos primeras jornadas pero debido una lesión que le apartó de los terrenos durante 7 meses.
Al comienzo de la temporada 2019-20, en la pretemporada, sufrió otra lesión que le dejaría durante 3 meses sin poder jugar. El 15 de diciembre de 2019, tras la recuperación de la lesión, debutó en Primera División con el Real Club Celta de Vigo en un empate de 2 a 2 frente al R. C. D. Mallorca entrando en el minuto 89 de encuentro sustituyendo a Kevin Vázquez. Esa temporada solo metería 2 goles en Copa de Rey y jugaría cinco partidos con el equipo celeste. El 27 de agosto de 2020 renovó con el Real Club Celta de Vigo hasta 2022 y fue cedido sin opción de compra al C. E. Sabadell F. C.
El 7 de julio de 2021 rescindió su contrato con el Real Club Celta de Vigo y firmó con la A. D. Alcorcón durante dos temporadas. No completó ni la mitad de ellas, ya que el 26 de enero de 2022 rescindió su contrato y dos días después se comprometió con la Sociedad Deportiva Ponferradina.
El 1 de septiembre de 2022 se desvinculó del club berciano y se marchó al Burgos C. F. Allí estuvo una temporada y en agosto de 2023 firmó por el Málaga C. F. para las siguientes tres campañas. En la primera de ellas ayudó al equipo a ascender a Segunda División y al inicio de la segunda fue cedido al Algeciras C. F. para que siguiera compitiendo en la Primera Federación. Tras esta cesión se desvinculó del club malagueño y fichó por el C. F. Lorca Deportiva de su localidad natal.

## Estadísticas
Actualizado al 24 de mayo de 2025.
| Club                             | Div.          | Temporada     | Liga  | Liga  | Copa nacional | Copa nacional | Total | Total |
| Club                             | Div.          | Temporada     | Part. | Goles | Part.         | Goles         | Part. | Goles |
| -------------------------------- | ------------- | ------------- | ----- | ----- | ------------- | ------------- | ----- | ----- |
| La Hoya Lorca C. F. · España     | 2.ª B         | 2013-14       | 12    | 0     | 2             | 0             | 14    | 0     |
| La Hoya Lorca C. F. · España     | 2.ª B         | 2014-15       | 17    | 0     | 1             | 0             | 18    | 0     |
| La Hoya Lorca C. F. · España     | Total club    | Total club    | 29    | 0     | 3             | 0             | 32    | 0     |
| Getafe C. F. "B" · España        | 2.ª B         | 2015-16       | 31    | 7     | ―             | ―             | 31    | 7     |
| Getafe C. F. "B" · España        | Total club    | Total club    | 31    | 0     | 0             | 0             | 31    | 7     |
| R. C. Celta de Vigo "B" · España | 2.ª B         | 2016-17       | 30    | 9     | ―             | ―             | 30    | 9     |
| R. C. Celta de Vigo "B" · España | 2.ª B         | 2017-18       | 41    | 15    | ―             | ―             | 41    | 15    |
| R. C. Celta de Vigo "B" · España | Total club    | Total club    | 71    | 24    | 0             | 0             | 71    | 24    |
| Cádiz C. F. · España             | 2.ª           | 2018-19       | 2     | 0     | 0             | 0             | 2     | 0     |
| Cádiz C. F. · España             | Total club    | Total club    | 2     | 0     | 0             | 0             | 2     | 0     |
| R. C. Celta de Vigo · España     | 1.ª           | 2019-20       | 5     | 0     | 3             | 2             | 8     | 2     |
| R. C. Celta de Vigo · España     | Total club    | Total club    | 5     | 0     | 3             | 2             | 8     | 2     |
| C. E. Sabadell F. C. · España    | 2.ª           | 2020-21       | 32    | 5     | 1             | 0             | 33    | 5     |
| C. E. Sabadell F. C. · España    | Total club    | Total club    | 32    | 5     | 1             | 0             | 33    | 5     |
| A. D. Alcorcón · España          | 2.ª           | 2021-22       | 23    | 3     | 1             | 0             | 24    | 3     |
| A. D. Alcorcón · España          | Total club    | Total club    | 23    | 3     | 1             | 0             | 24    | 3     |
| S. D. Ponferradina · España      | 2.ª           | 2021-22       | 14    | 0     | ―             | ―             | 14    | 0     |
| S. D. Ponferradina · España      | 2.ª           | 2022-23       | 2     | 0     | ―             | ―             | 2     | 0     |
| S. D. Ponferradina · España      | Total club    | Total club    | 16    | 0     | 0             | 0             | 16    | 0     |
| Burgos C. F. · España            | 2.ª           | 2022-23       | 24    | 0     | 1             | 0             | 25    | 0     |
| Burgos C. F. · España            | Total club    | Total club    | 24    | 0     | 1             | 0             | 25    | 0     |
| Málaga C. F. · España            | 1.ª F         | 2023-24       | 20    | 1     | 2             | 0             | 22    | 1     |
| Málaga C. F. · España            | Total club    | Total club    | 20    | 1     | 2             | 0             | 22    | 1     |
| Algeciras C. F. · España         | 1.ª F         | 2024-25       | 21    | 1     | ―             | ―             | 21    | 1     |
| Algeciras C. F. · España         | Total club    | Total club    | 21    | 1     | 0             | 0             | 21    | 1     |
| C. F. Lorca Deportiva · España   | 2.ª F         | 2025-26       | 0     | 0     | 0             | 0             | 0     | 0     |
| C. F. Lorca Deportiva · España   | Total club    | Total club    | 0     | 0     | 0             | 0             | 0     | 0     |
| Total carrera                    | Total carrera | Total carrera | 274   | 41    | 11            | 2             | 285   | 43    |